# Ber Groosjohan
Bernardus "Ber" Groosjohan, född 16 juni 1897 i Rotterdam, död 5 augusti 1971 i Rotterdam, var en nederländsk fotbollsspelare.
Groosjohan blev olympisk bronsmedaljör i fotboll vid sommarspelen 1920 i Antwerpen.